# Team United Shipping
A Team United Shipping egy magyarországi profi országúti kerékpárcsapat. Létrehozását 2024. október 25-én jelentette be a United Shipping Hungary logisztikai cég, és a 2025-ös szezonban fog debütálni, kontinentális besorolású csapatként (másodikként a 2023 óta ebben a kategóriában versenyző Epronex–Hungary Cycling Team mellett).
Az alakuló csapat alapját a már korábban létező és több szakágban – országúti, gravel és cyclocross – versenyző amatőr csapat adja. Nemzetközi igazgatója a korábbi profi kerékpáros Geoffroy Lequatre, sportszakmai tanácsadója Dér Zsolt, sportigazgatója pedig Dejan Percic; első keretének kiemelt tagjai Pelikán János, Fetter Erik és Michal Schuran. A hivatalos csapatbemutatóra várhatóan 2025 januárjában kerül sor; a szezont márciusban a horvátországi Umag Trophy-n kezdheti a csapat, mely a 2025-ös Tour de Hongrie-n is indulni szeretne.

## Keret

### 2025
| A csapat versenyzői 2025 | A csapat versenyzői 2025 | A csapat versenyzői 2025           | A csapat versenyzői 2025 |
| Név                      | Születésnap              | Előző csapat                       |                          |
| ------------------------ | ------------------------ | ---------------------------------- | ------------------------ |
| Fetter Erik              | 2000. április 5.         | Team Polti Kometa (2024)           |                          |
| Michal Schuran           | 1996. június 30.         | ATT Investments (2024)             |                          |
| Pelikán János            | 1995. április 19.        | Androni Giocattoli-Sidermec (2021) |                          |
| Mórocz Barnabás          | 2004. október 6.         | Vini Monzon-Savini Due-OMZ (2024)  |                          |
| Mihajlo Stolić           | 2004. február 15.        | Lotus Team (2024)                  |                          |
| Szijártó Zétény          | 2003. április 17.        | UC Monaco (2024)                   |                          |
| Palumby Zsombor          | 1996. június 6.          |                                    |                          |
| Csáki Szabolcs           | 2006. december 13.       |                                    |                          |
| Endrédi Máté             | 2005. szeptember 22.     |                                    |                          |
| Cătălin-Luca Câmpean     | 2006. március 28.        | Lotus Team (2024)                  |                          |
| Feldhoffer Bálint        | 2005. december 26.       | Polti Kometa U23 (2024)            |                          |
| Veljko Stojnić           | 1999. február 4.         | Lotus Cycling Team (2024)          |                          |
|                          |                          |                                    |                          |
| Forrás: ProCyclingStats  |                          |                                    |                          |